# Pessario

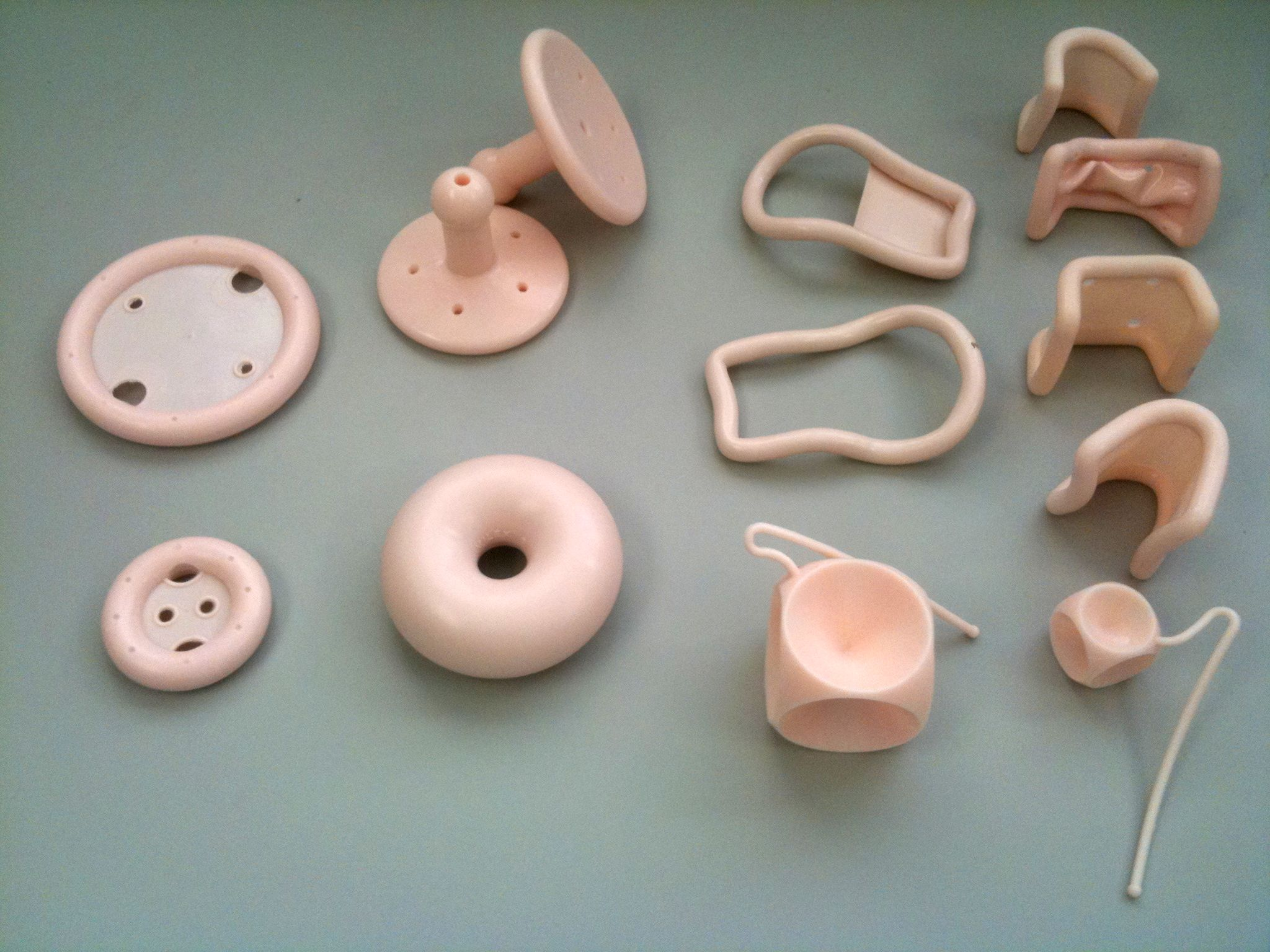
Diversi tipi di pessario

Il pessario è un anello di gomma, di plastica o di silicone che viene collocato nella vagina tra il fornice vaginale posteriore e l'osso pubico, allo scopo di sostenere l'utero, in presenza di un prolasso utero-vaginale. Trova indicazione nei casi di prolasso in cui è controindicata la chirurgia o nelle donne che rifiutano l'intervento (ad esempio donne anziane o in gravidanza).